# Dato Rua
Dato Rua (deutsch Dato Zwei) ist ein osttimoresischer Suco im Verwaltungsamt Fohorem (Gemeinde Cova Lima).

## Geographie

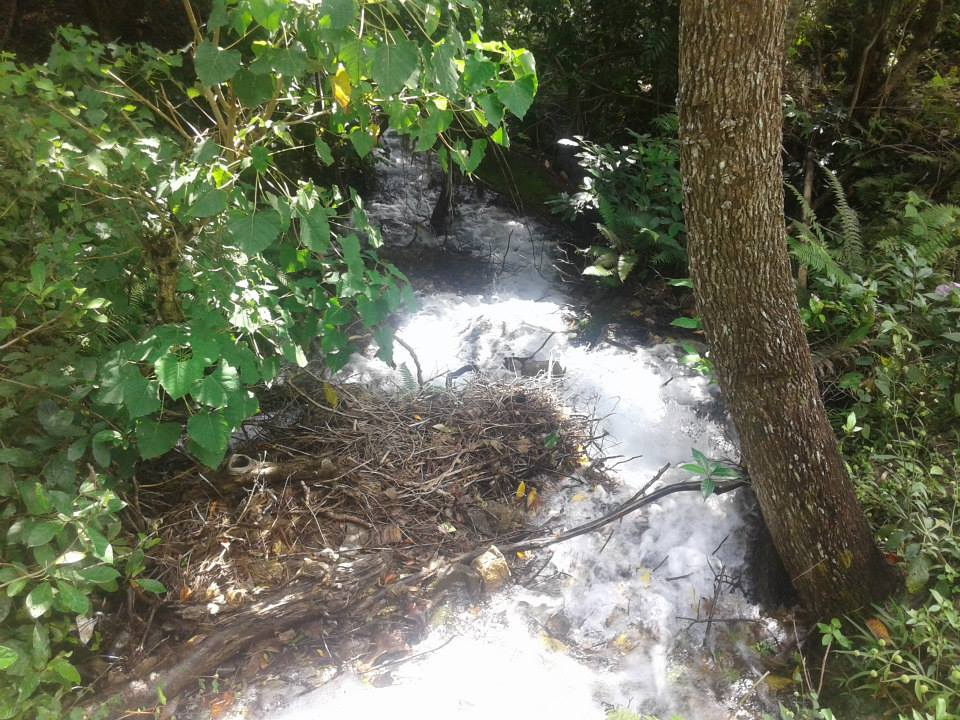
Bach in Dato Rua

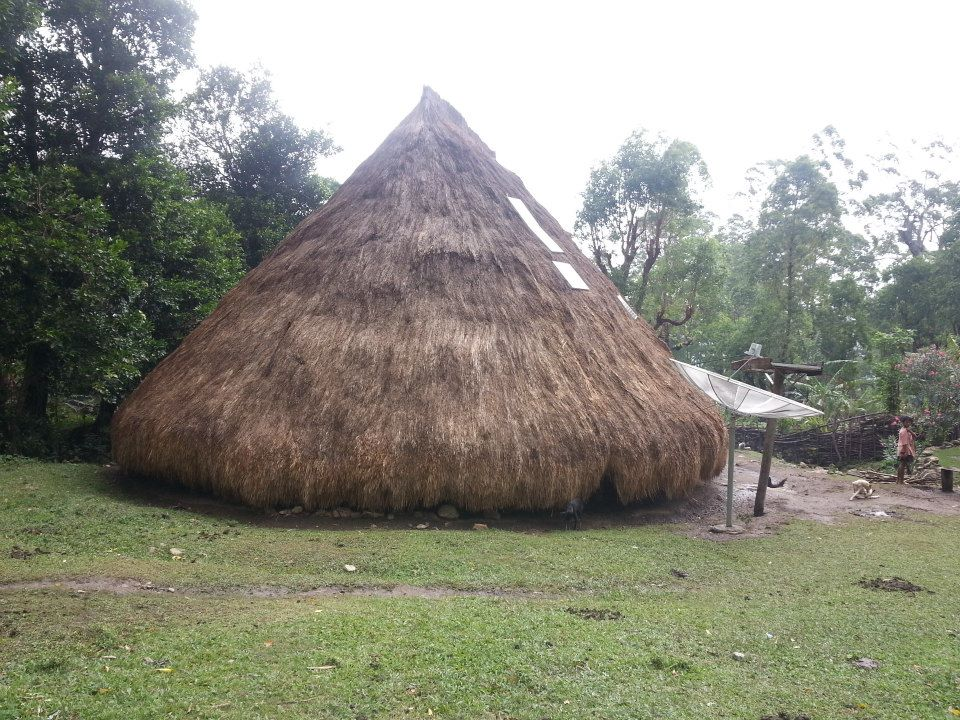
Hütte in Dato Rua

Vor der Gebietsreform 2015 hatte Dato Rua eine Fläche von 31,70 km². Nun sind es 31,06 km². Der Suco bildet den Westen des Verwaltungsamts Fohorem. Östlich liegen die ebenfalls zu Fohorem gehörenden Sucos Lactos und Fohoren. Südlich liegt das Verwaltungsamt Tilomar mit seinem Suco Beiseuc, westlich das Verwaltungsamt Fatumean mit seinen Sucos Nanu und Fatumea und nordöstlich das Verwaltungsamt Fatululic mit seinem gleichnamigen Suco. Im Norden grenzt Dato Rua an das indonesische Westtimor. Die Grenze zum Nachbarstaat bildet der Lelosi, ein Nebenfluss des Tafara. Weite Strecken entlang der West- und Südgrenze fließt der Masai, in dem auch der an der östlichen Grenze zu Fohoren fließende Bora mündet. Auch der Masai ist ein Nebenfluss des Tafara.
Von Süden aus führt eine kleine Straße bis in das Zentrum des Sucos, an der die meisten Orte Dato Ruas liegen. Dies sind Aitos, Weluli, Fatulidun (Fatukledun) und Halitaran. An der Ostgrenze zu Fohoren liegt das Dorf Beihutuk (Beibutuk). Der einzige Ort im Norden ist Hali-Laran (Hali Laran), der auch über eine Grundschule verfügt, die Escola Primaria Dato Rua. Der Suco ist nur schlecht an die Außenwelt angebunden. Für die Parlamentswahlen in Osttimor 2007 mussten die Wahlurnen per Hubschrauber zum Wahllokal in der Grundschule gebracht und abgeholt werden.
Im Suco befinden sich die drei Aldeias Aitos, Fatulidun und Hali-Laran.

## Einwohner
Im Suco leben 8963 Einwohner (2022), davon sind 487 Männer und 476 Frauen. Im Suco gibt es 186 Haushalte. Über 95 % der Einwohner geben Tetum Terik als ihre Muttersprache an. Eine Minderheit spricht Tetum Prasa.

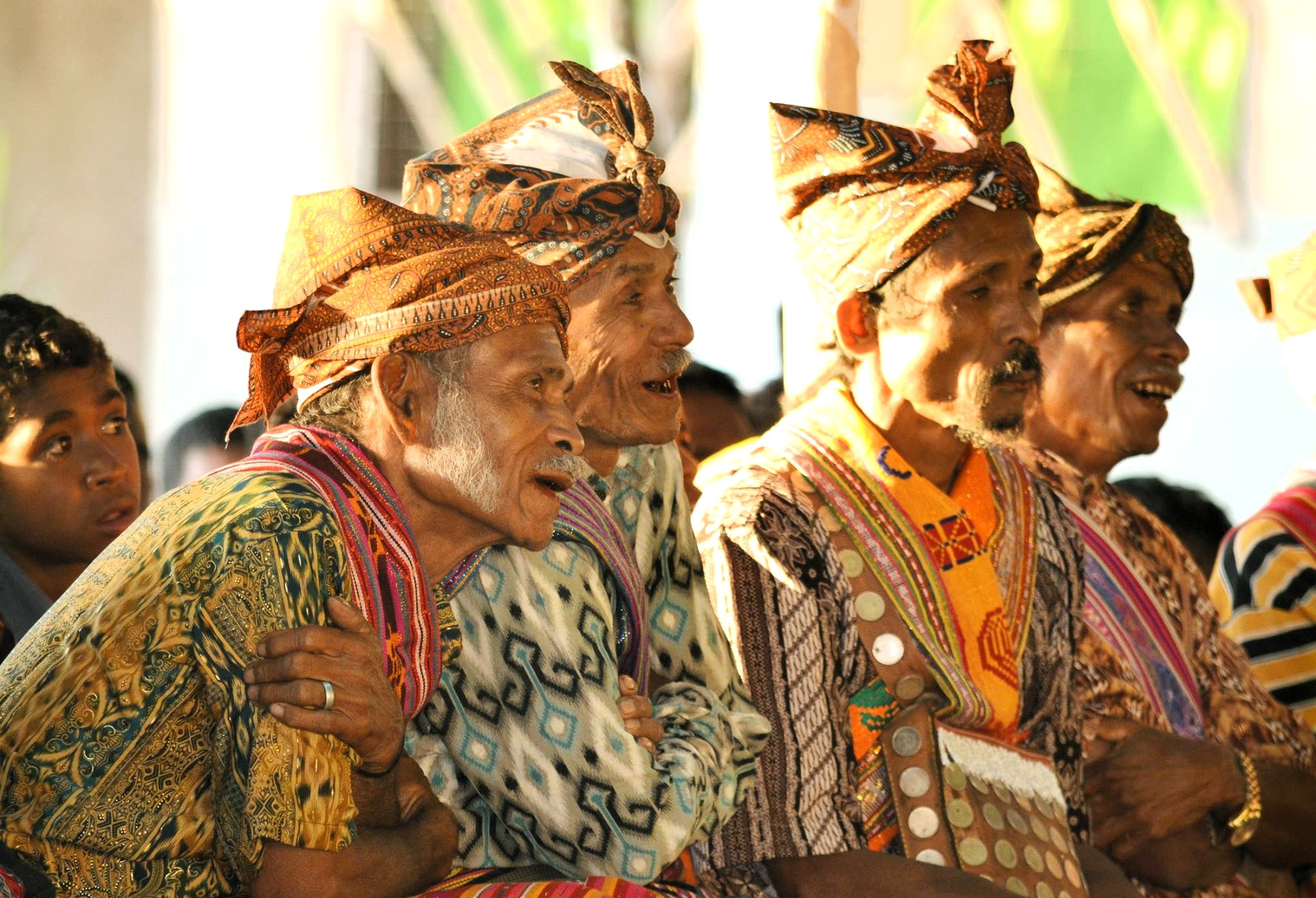
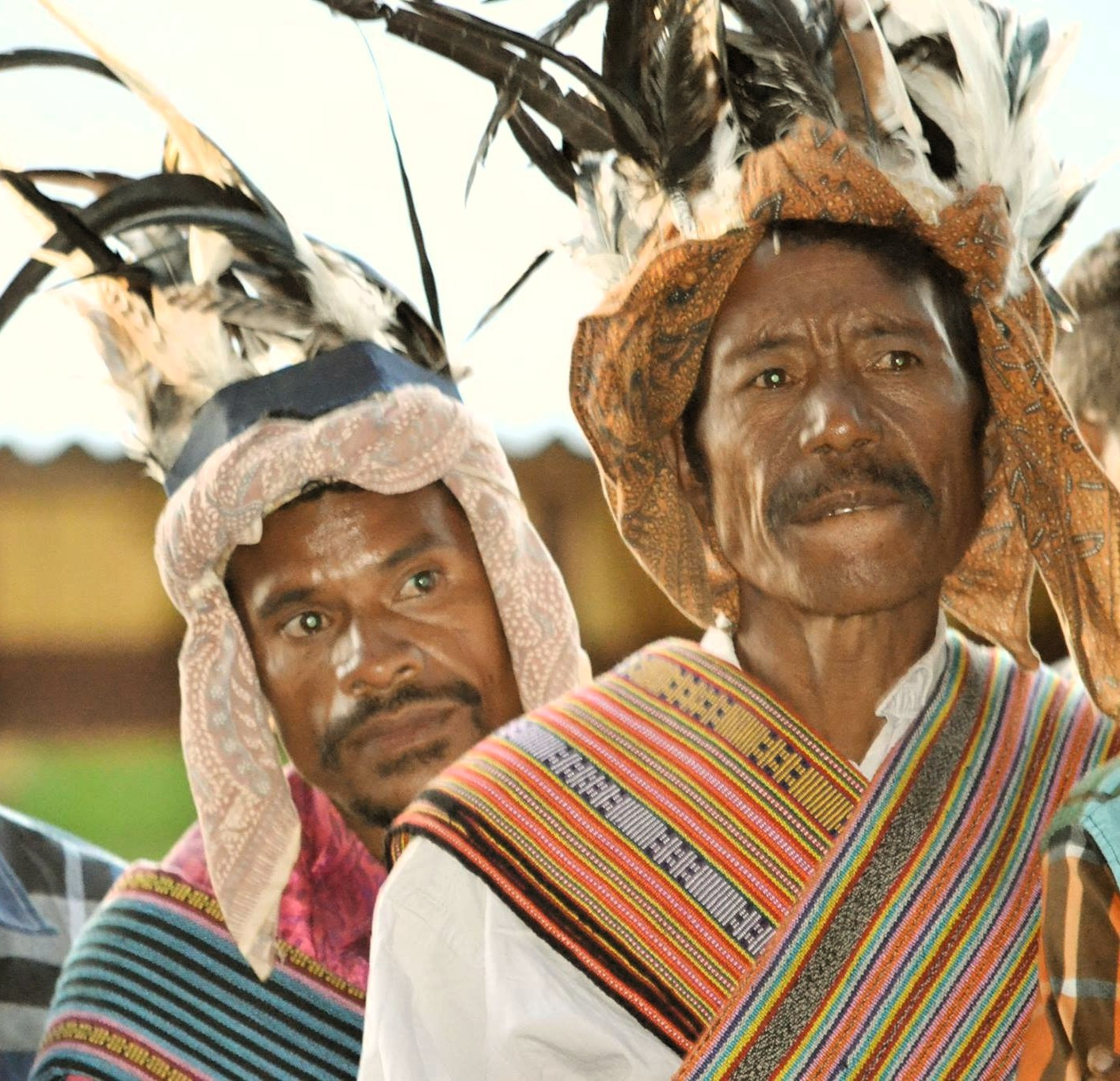
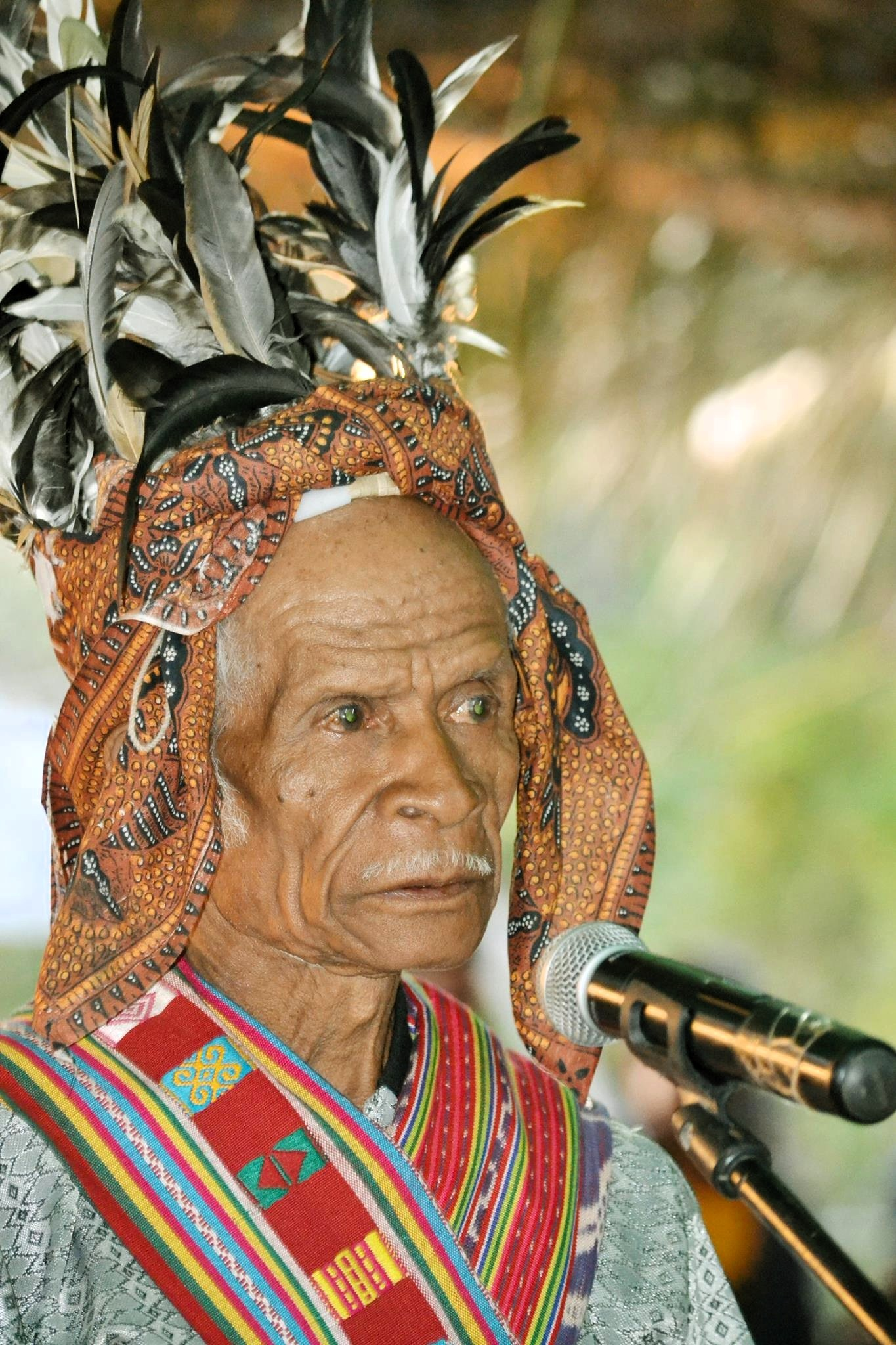
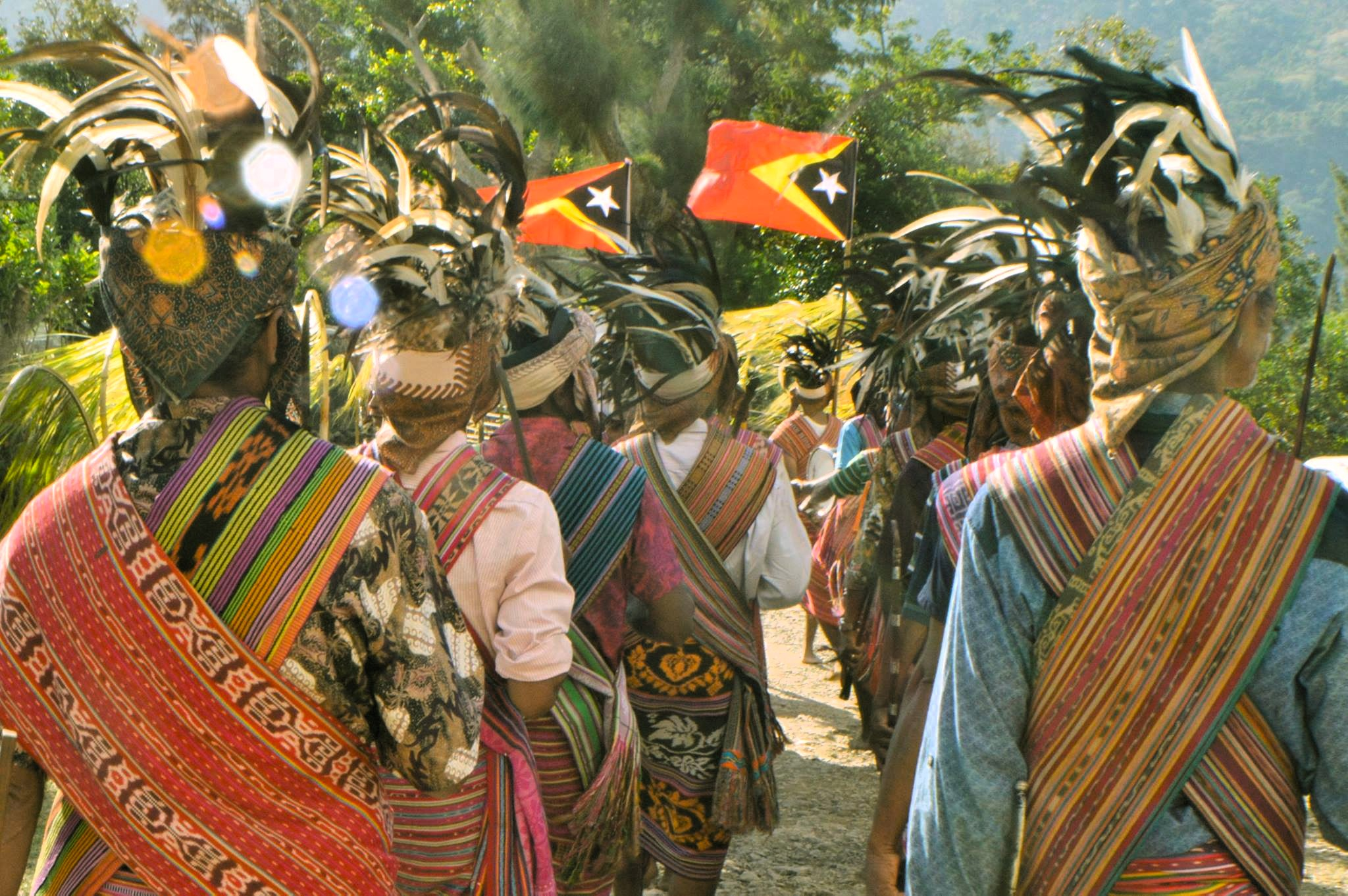

## Politik

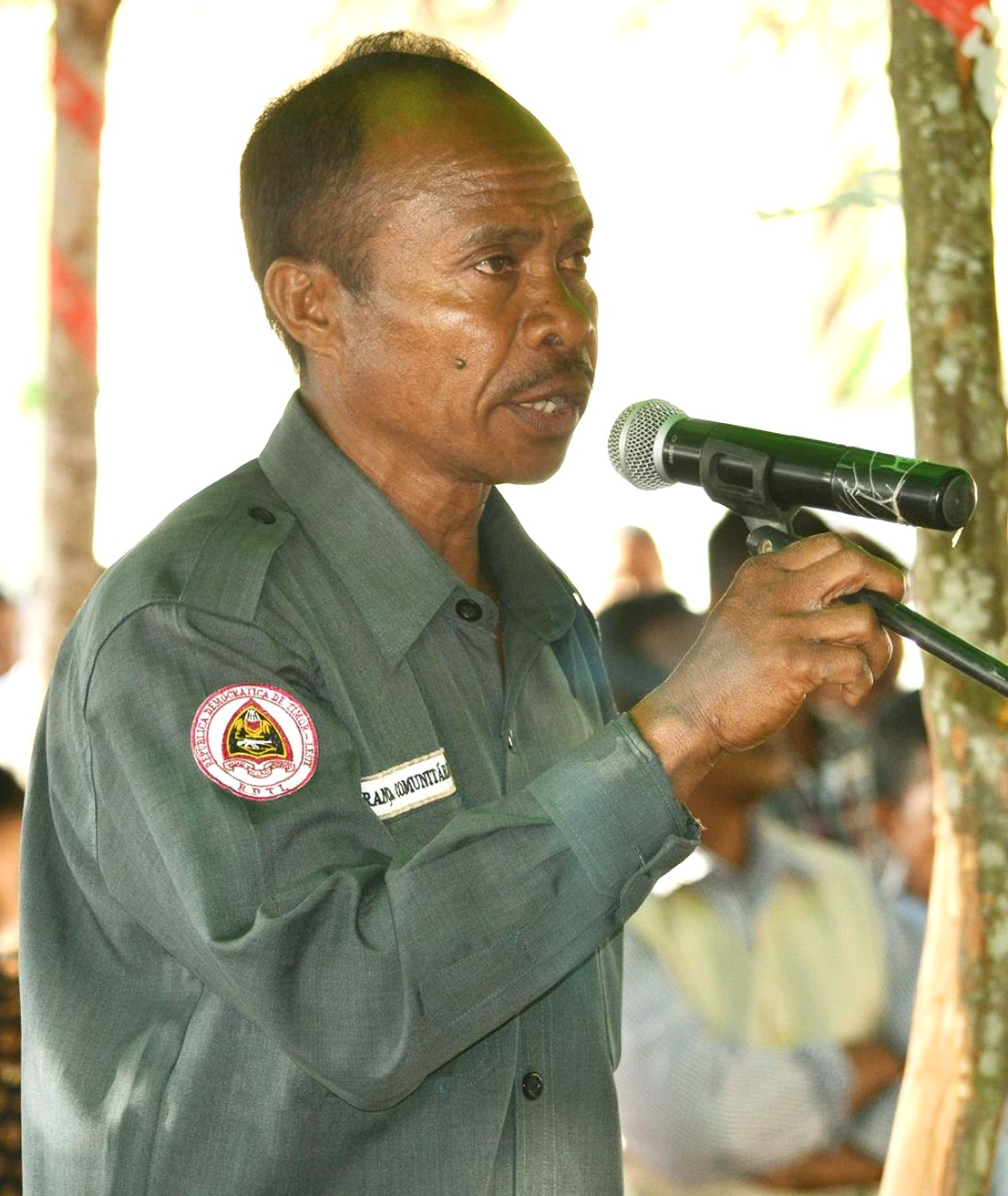
Eduardo Suri (2016)

Bei den Wahlen von 2004–2005 wurde Albino dos Santos zum Chefe de Suco gewählt. Bei den Wahlen 2009 gewann Eduardo Suri und wurde 2016 in seinem Amt bestätigt.